# تاکایوکی اوداجیما
تاکایوکی اوداجیما (انگلیسی: Takayuki Odajima؛ زادهٔ ۱۵ سپتامبر ۱۹۷۷) بازیکن فوتبال اهل ژاپن است.